# Mirepoix-sur-Tarn
Mirepoix-sur-Tarn is een gemeente in het Franse departement Haute-Garonne (regio Occitanie) en telt 537 inwoners (1999). De plaats maakt deel uit van het arrondissement Toulouse.

## Geografie
De oppervlakte van Mirepoix-sur-Tarn bedraagt 5,5 km², de bevolkingsdichtheid is 97,6 inwoners per km².
De onderstaande kaart toont de ligging van Mirepoix-sur-Tarn met de belangrijkste infrastructuur en aangrenzende gemeenten.

## Demografie
De figuur toont het verloop van het inwonertal (bron: INSEE-tellingen).